# NGC 116
 إن جي سي 116 أو NGC 116 هي مجرة في كوكبة قيطس اكتشفت في 1865.

## روابط خارجية

NGC 116

- NGC 116 على موقع ويكي سكاي: DSS2, SDSS, GALEX, IRAS, Hydrogen α, X-Ray, Astrophoto, Sky Map, Articles and images